# Abie Malan
Pas d'image ? Cliquez ici

a Compétitions nationales et continentales officielles uniquement.

b Matchs officiels uniquement.
Gabriel Frederick "Abie" Malan, né le 18 novembre 1935 à Kenhardt et mort le 23 octobre 2014, est un ancien joueur de rugby international sud-africain. Il évolue au poste de talonneur.

## Carrière
Il dispute son premier test match le 16 août 1958 contre les Français dans une série historique pour les Bleus.
Il est ensuite choisi pour disputer trois matchs contre les All Blacks dans une série qui est remportée par les Springboks avec deux victoires, un match nul et une défaite.
En 1960-1961, il est sélectionné à trois reprises avec les Springboks, qui font une tournée en Europe. Il l'emporte sur l'Angleterre 5-0 et sur l'Écosse 12-5.
Le 18 février 1961 les Sud-africains concèdent le match nul à Paris 0-0.
Abie Malan joue contre les Lions britanniques en disputant trois des quatre matchs de la tournée de 1962. Il joue trois matchs comme capitaine et talonneur contre les Wallabies en tournée en Afrique du Sud en 1963, il participe en 1964 à la victoire sur le pays de Galles 24-3.
Il est retenu en 1965 pour disputer deux matchs contre les Wallabies et deux autres contre les All Blacks, ce sont ses dernières rencontres internationales.
Il effectue une partie de sa carrière au sein de la province de la Western Province avant d'évoluer avec le Transvaal.

## Palmarès
- 18 sélections dont 4 comme capitaine
- 1 essai, 3 points
- Sélections par saison : 1 en 1958, 3 en 1960, 3 en 1961, 3 en 1962, 3 en 1963, 1 en 1964, 4 en 1965.